# Radomír Vašek
Radomír Vašek (Valašské Meziříčí, 23 settembre 1972) è un ex tennista ceco.

## Carriera
Ottenne il suo best ranking in singolare il 13 febbraio 1995 con la 91ª posizione, mentre nel doppio divenne il 23 agosto 1999, il 168º del ranking ATP.
Il miglior risultato in carriera fu ottenuto nel 1995 al Jakarta Open in singolare; in quell'occasione raggiunse la finale superando in successione il marocchino Karim Alami, il francese Gérard Solvès, il britannico Mark Petchey e l'haitiano Ronald Agénor, ma venne sconfitto dalla testa di serie numero due, l'olandese Paul Haarhuis con un doppio 5-7.
Vanta tra i tornei minori, quattro successi nell'ATP Challenger Series in singolare e otto in doppio.

## Statistiche

### Tornei ATP

#### Singolare

##### Sconfitte in finale (1)
| Legenda                                              |
| Grande Slam (0)                                      |
| ATP World Tour Finals (0)                            |
| ATP Super 9 / ATP Masters Series (0)                 |
| ATP Championship Series / ATP International Gold (0) |
| ATP World Series / ATP International Series (1)      |

| Numero | Data           | Torneo                 | Superficie | Avversario in finale | Punteggio |
| 1.     | 9 gennaio 1995 | Jakarta Open, Giacarta | Cemento    | Paul Haarhuis        | 5-7, 5-7  |

### Tornei minori

#### Singolare

##### Vittorie (5)
| Legenda tornei minori |
| Challenger (4)        |
| Futures (1)           |

| Numero | Data           | Torneo                                                        | Superficie    | Avversario in finale | Punteggio     |
| 1.     | 22 agosto 1994 | Pilzen Challenger, Plzeň                                      | Terra rossa   | Bohdan Ulihrach      | 2-6, 6-2, 6-2 |
| 2.     | 11 agosto 1997 | S Tennis Masters Challenger, Graz                             | Terra rossa   | Albert Portas        | 6-1, 6-3      |
| 3.     | 18 agosto 1997 | Nettingsdorf Challenger, Nettingsdorf                         | Terra rossa   | Christian Vinck      | 6-3, 6-3      |
| 4.     | 22 marzo 1999  | Internationaux Masculins de Tennis Poitou-Charentes, Poitiers | Sintetico (i) | Rodolphe Gilbert     | 6-1, 3-6, 6-3 |
| 5.     | 19 luglio 1999 | Tampere Open, Tampere                                         | Terra rossa   | Martin Spottl        | 7-5, 2-6, 6-0 |

#### Doppio

##### Vittorie (10)
| Legenda tornei minori |
| Challenger (8)        |
| Futures (2)           |

| Numero | Data              | Torneo                                    | Superficie    | Compagno        | Avversari in finale               | Punteggio        |
| 1.     | 19 luglio 1993    | Oberstaufen Cup, Oberstaufen              | Terra rossa   | Sláva Doseděl   | Christian Geyer Mathias Huning    | 6-2, 6-2         |
| 2.     | 2 maggio 1994     | Malta Challenger, Sliema                  | Cemento       | Lionel Barthez  | Clinton Ferreira Ellis Ferreira   | 6-2, 3-6, 6-2    |
| 3.     | 12 dicembre 1994  | Unicredit Czech Open, Prostějov           | Sintetico (i) | Jiří Novák      | Sjeng Schalken Joost Winnink      | 6-7, 6-3, 6-4    |
| 4.     | 21 settembre 1998 | Pekao Open, Stettino                      | Terra rossa   | Orlin Stanojčev | Massimo Ardinghi Álex López Morón | 7-6, 3-6, 6-4    |
| 5.     | 21 giugno 1999    | I. ČLTK Prague Open, Praga                | Terra rossa   | Michal Tabara   | Tomáš Cibulec Petr Pála           | 6-2, 6-0         |
| 6.     | 29 giugno 1999    | BSI Challenger Lugano, Lugano             | Terra rossa   | Michal Tabara   | Daniel Melo Antonio Prieto        | 6-2, 3-6, 6-3    |
| 7.     | 19 luglio 1999    | Tampere Open, Tampere                     | Terra rossa   | Petr Dezort     | Jarkko Nieminen Timo Nieminen     | 7-5, 2-6, 6-0    |
| 8.     | 24 aprile 2000    | Demos Cup, Hohenbrunn                     | Terra rossa   | Radek Štěpánek  | Markus Menzler Franz Stauder      | 5-7, 7–6(2), 6-3 |
| 9.     | 30 aprile 2001    | Levice Open, Levice                       | Terra rossa   | Petr Dezort     | Tomáš Janči Michal Mertiňák       | Walkover         |
| 10.    | 23 luglio 2001    | Budaors Clay Court Championships, Budaörs | Terra rossa   | Petr Dezort     | Sergio Roitman Andrés Schneiter   | 6-3, 5-7, 7–6(6) |